# Borgo Priolo
Borgo Priolo ist eine norditalienische Gemeinde (comune) mit 1253 Einwohnern (Stand 31. Dezember 2023) in der Provinz Pavia in der Lombardei. Die Gemeinde liegt etwa 24 Kilometer von der Provinzhauptstadt Pavia in der Oltrepò Pavese am Ghiaie Coppa und gehört zur Comunità Montana Oltrepò Pavese.

## Geschichte
Als Burgum Pirrioli cum Monte Santa Marie 1250 erwähnt (der Ortsteil Torre del Monte bereits 1111 und der Ortsteil Staghilione sogar bereits Ende 950), wurde die Gemeinde aus den Ortsteilen erst 1928 errichtet.